# Крепост Кьонигщайн
Крепостта Кьонигщайн (на немски: Festung Königstein) е крепост в Саксонска Швейцария, недалече от Дрезден, на едноименната планина на левия бряг на Елба близо до града, който носи същото име. Намира се на скалисто плато с площ 95 декара и височина 240 м. над Елба. В центъра на крепостта се намира най-дълбокият кладенец в Саксония и вторият по дълбочина в Европа (152,5 м).
Около 1756 г. Август III поръчва на Бернардо Белото да нарисува серия от пет големи картини с изгледи от крепостта. Картините никога не са му дадени поради седемгодишната война и вероятно са изпратени в Англия. Днес четири от картините се намират в обществени колекции в Англия и петата е в националната галерия на Вашингтон.
- „Крепостта Кьонигщайн“. Картина на художника Бернардо Белото 1756 – 1758. Национална галерия по изкуство, Вашингтон, САЩ]
- План на разположение на фортовете и съоръженията на крепостта Кьонигщайн.

## Изгледи от крепостта и нейните съоръжения
- Замъкът свети Георги в състава на крепостта
- Кладенецът на крепостта Кьонигщайн
- Една от кулите на крепостта
- Крепостните врати
- Северната страна на крепостната стена
- Вход в крепостта
- Георгиевската батарея на северната крепостна стена
- Картаун (тежко обсадно оръдие) върху лафет
- Южната страна на крепостната стена
- Изглед от крепостта към Елба и планината ЛилиенЩайн